# Monomorium trake
Monomorium trake är en myrart som beskrevs av Bolton 1987. Monomorium trake ingår i släktet Monomorium och familjen myror. Inga underarter finns listade i Catalogue of Life.